# New York City Marathon 1977
De New York City Marathon 1977 werd gelopen op zondag 23 oktober 1977. Het was de achtste editie van deze marathon.
De Amerikaan Bill Rodgers zegevierde voor de tweede achtereenvolgende maal bij de mannen in 2:11.28,2. Zijn landgenote Michiko Gorman won eveneens voor de tweede achtereenvolgende maal bij de vrouwen in 2:43.10,0.
In totaal finishten 3701 marathonlopers de wedstrijd, waarvan 3522 mannen en 179 vrouwen.

## Uitslagen

### Mannen
| rang   | naam                | land | tijd      |
| ------ | ------------------- | ---- | --------- |
| Goud   | Bill Rodgers        | USA  | 2:11.28,2 |
| Zilver | Jerome Drayton      | CAN  | 2:13.52,2 |
| Brons  | Christopher Stewart | ENG  | 2:13.56,8 |
| 4      | Esa Tikkanen        | FIN  | 2:14.32,2 |
| 5      | Garry Bjorklund     | USA  | 2:15.16,4 |
| 6      | Randy Thomas        | USA  | 2:15.51,1 |
| 7      | Fernand Kolbeck     | FRA  | 2:16.25,0 |
| 8      | Ken Moore           | USA  | 2:16.28,9 |
| 9      | Kazimierz Orzel     | POL  | 2:16.48,5 |
| 10     | Lionel Ortega       | USA  | 2:17.07,7 |
| 11     | Don Kardong         | USA  | 2:17.09,2 |
| 12     | Tom Fleming         | USA  | 2:17.11,9 |
| 13     | Ian Thompson        | ENG  | 2:17.46,0 |
| 14     | Ronald Wayne        | USA  | 2:18.38,9 |
| 15     | Jan Fjaerestad      | NOR  | 2:18.46,8 |
| 16     | Markus Ryffel       | SUI  | 2:19.14,5 |

### Vrouwen
| rang   | naam           | land | tijd      |
| ------ | -------------- | ---- | --------- |
| Goud   | Michiko Gorman | USA  | 2:43.10,0 |
| Zilver | Kim Merritt    | USA  | 2:46.03,1 |
| Brons  | Gayle Barron   | USA  | 2:52.20   |
| 4      | Lauri Pedrinan | USA  | 2:52.32,7 |
| 5      | Lisa Matovcik  | USA  | 2:55.03   |
| 6      | Wilma Rudolf   | USA  | 2:56.08,7 |
| 7      | Jane Killion   | USA  | 2:56.22   |
| 8      | Lyn Billington | GBR  | 2:58.51   |
| 9      | Nicki Hobson   | USA  | 3:00.12   |
| 10     | Gale Jones     | USA  | 3:02.46   |

1970 ·
1971 ·
1972 ·
1973 ·
1974 ·
1975 ·
1976 ·
1977 ·
1978 ·
1979 ·
1980 ·
1981 ·
1982 ·
1983 ·
1984 ·
1985 ·
1986 ·
1987 ·
1988 ·
1989 ·
1990 ·
1991 ·
1992 ·
1993 ·
1994 ·
1995 ·
1996 ·
1997 ·
1998 ·
1999 ·
2000 ·
2001 ·
2002 ·
2003 ·
2004 ·
2005 ·
2006 ·
2007 ·
2008 ·
2009 ·
2010 ·
2011 ·
2012 · 
2013 ·
2014 ·
2015 ·
2016 ·
2017 ·
2018 ·
2019 ·
2020 · 
2021 ·
2022 ·
2023 ·
2024